# غاردنر ريد
غاردنر ريد (بالإنجليزية: Gardner Read)‏ هو عالم موسيقى وملحن أمريكي، ولد في 2 يناير 1913 في إيفانستون في الولايات المتحدة، وتوفي في 10 نوفمبر 2005 في ماساتشوستس في الولايات المتحدة.

## وصلات خارجية
- غاردنر ريد على موقع ميوزك برينز (الإنجليزية)